# Kim Chapiron
Kim Chapiron (Parigi, 4 luglio 1980) è un regista e sceneggiatore francese di origini vietnamite.
Nel 2020 è stato candidato al premio César per la migliore musica da film come co-compositore della colonna sonora de I miserabili di Ladj Ly. È il compagno dell'attrice Ludivine Sagnier, con cui ha due figli.

## Filmografia

### Regista e sceneggiatore
- La Barbichette – cortometraggio (2002)
- Sheitan (2006)
- Dog Pound (2010)
- La Crème de la crème (2014)

### Compositore
- I miserabili (Les Misérables), regia di Ladj Ly (2019)

### Produttore
- Sheitan, regia di Kim Chapiron (2006)

### Attore
- Our Day Will Come (Notre jour viendra), regia di Romain Gavras (2010)